# Pelastoneurus crassinervis
Pelastoneurus crassinervis är en tvåvingeart som beskrevs av Octave Parent 1934. Pelastoneurus crassinervis ingår i släktet Pelastoneurus och familjen styltflugor. Inga underarter finns listade i Catalogue of Life.